# Wallimage

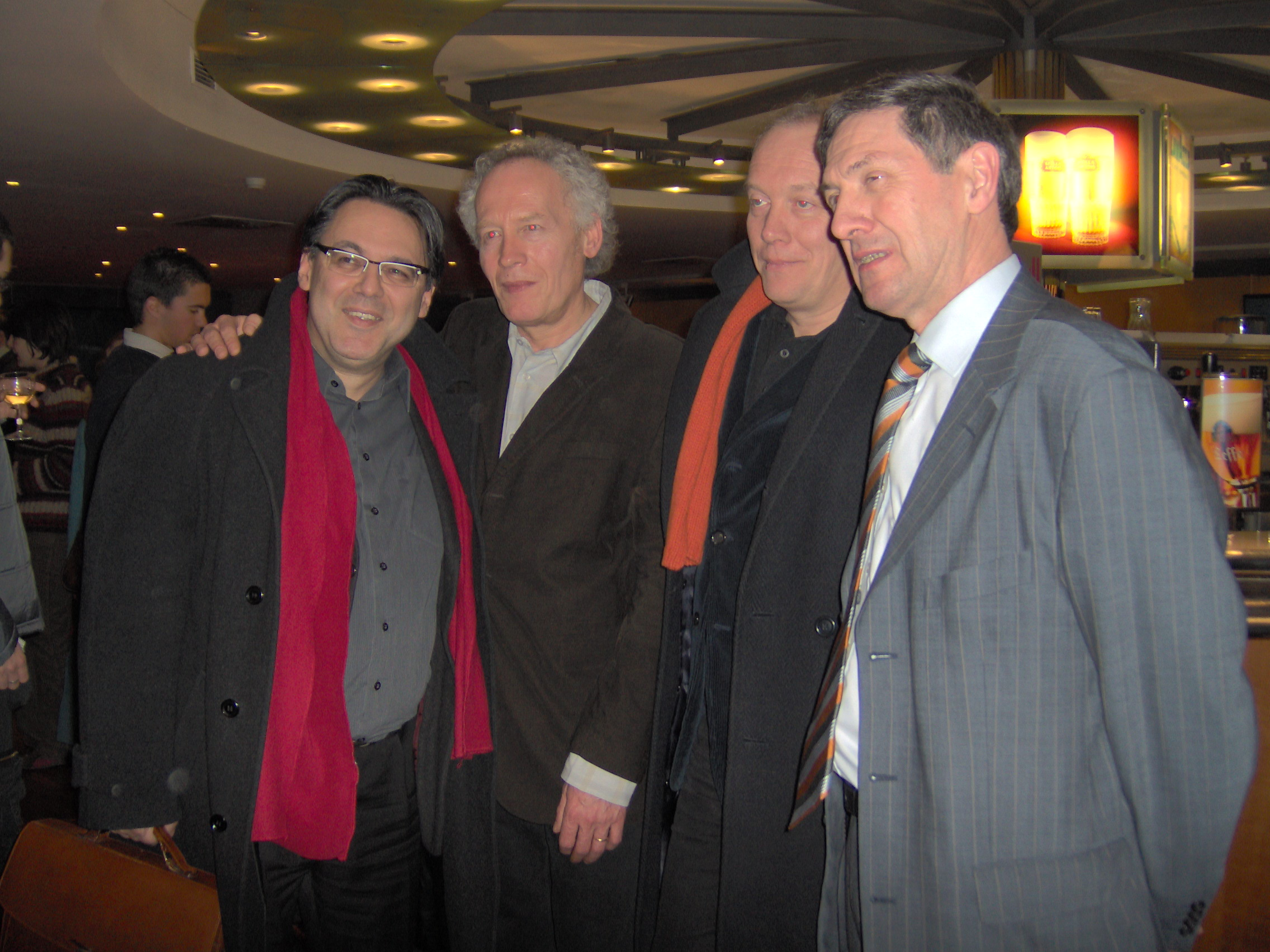
Philippe Reynaert (à gauche), directeur de Wallimage, en compagnie des frères Dardenne et de Gabriel Ringlet à Louvain-la-Neuve en 2006.

Wallimage est le fonds d'investissement wallon dans l'audiovisuel. Son siège se trouve à Mons.

## Mission
Sa mission est de promouvoir et de coproduire les productions audiovisuelles, principalement les longs métrages de fiction, qui, lors de leur tournage ou de leur postproduction, font appel aux talents et aux industries wallonnes.
Wallimage encourage aussi l’installation et le développement de sociétés de services audiovisuels grâce à sa "société-sœur" Wallimage Entreprises, propose des aides pratiques comme une base de données des techniciens et comédiens  wallons et coordonne l’action des Bureaux d’Accueil de Tournages wallons, accueillis au sein de Wallimage le 1er janvier 2019.
Le directeur de Wallimage était Philippe Reynaert depuis sa création en 2001. Depuis le 1er décembre 2020, c'est Virginie Nouvelle qui est à la tête du fonds régional wallon .
Il raconte dans un entretien avec Jacques Bredael quelle est la philosophie de cet organisme. Il estime qu'à partir des années 1980, on a assisté à une efflorescence de talents divers en matière cinématographique en Wallonie. Les gens du secteur souhaitaient pouvoir demeurer en Wallonie et ne pas nécessairement aller à Paris. La palme d'or du festival de Cannes remportée en 1999 par les frères Dardenne a été l'élément déclencheur. Lorsque Serge Kubla est devenu ministre de l'économie il a trouvé sur son bureau les projets déjà anciens (et demandés par les réalisateurs et producteurs), d'un fonds wallon du cinéma. Lorsque Ph. Reynaert a été recruté, le ministre s'est adressé à lui en ces termes selon lui : « Si on considère le talent créatif des comédiens, des réalisateurs, des techniciens wallon, c'est comme si on avait du pétrole qui sort du sol, et qu'on le regardait couler vers Paris. » Et il a ajouté selon le nouveau directeur de Wallimage à l'époque : « Reynaert, vous allez ouvrir des raffineries. »

## Liens
- Le site officiel de Wallimage